# Cratere Erika
Erika  è un cratere sulla superficie di Venere.